# Hardan at-Tikriti
Abd al-Ghaffar Hardan at-Tikriti (ur. 1925 w Tikricie, zm. 1971 w Kuwejcie) – iracki wojskowy i polityk.

## Życiorys
Ukończył Akademię Sztabu Generalnego w Bagdadzie. Służył w siłach powietrznych. W 1961 wstąpił do partii Baas. Odegrał znaczącą rolę w planowaniu zamachu stanu przeciwko rządowi Abd al-Karima Kasima w lutym 1963, po zwycięstwie przewrotu wszedł do rządzącej krajem Narodowej Rady Dowództwa Rewolucji. W listopadzie 1963 wystąpił przeciwko przywództwu partii Baas i poparł zamach stanu zorganizowany przez prezydenta Abd as-Salama Arifa i wspierających go wojskowych. Arif mianował go ministrem obrony w nowym rządzie. At-Tikriti zachował to stanowisko do marca 1964. Pozostawał natomiast szefem sztabu sił powietrznych. Już po śmierci Abd as-Salama Arifa, w maju 1967 jego brat i następca na urzędzie Abd ar-Rahman Arif rozważał ponownie zaproszenie at-Tikritiego do rządu (razem z innymi politykami partii Baas i nacjonalistami arabskimi), ostatecznie jednak do tego nie doszło.
At-Tikriti wziął udział w zamachu stanu 17 lipca 1968, w którym partia Baas odsunęła prezydenta Arifa od władzy. Osobiście poinformował głowę państwa o wydarzeniach i wywiózł go na lotnisko, skąd Arif odleciał za granicę. Wszedł do nowej Rady Dowództwa Rewolucji. Ponownie został ministrem obrony, a także wicepremierem i szefem sztabu oraz zastępcą dowódcy naczelnego irackich sił zbrojnych. 3 kwietnia 1970 razem z ministrem spraw wewnętrznych Salihem Mahdim Ammaszem, z którym szczególnie rywalizował o wpływy, został mianowany wiceprezydentem.
Z Rady Dowództwa Rewolucji został wykluczony we wrześniu 1970, po tym, gdy kierowane przez niego wojska nie zdołały przyjść z pomocą Palestyńczykom w Jordanii w czasie Czarnego Września. Według Marion Farouk-Sluglett i Petera Slugletta posłużyło to jedynie jako pretekst, gdyż at-Tikritiego z irackiej elity władzy chcieli pozbyć się Ahmad Hasan al-Bakr oraz Saddam Husajn.
Na emigracji w Algierii i w Kuwejcie. Zginął w Kuwejcie, zamordowany przez nieznanych sprawców, prawdopodobnie na rozkaz Saddama Husajna.